# Shishtepe
Shishtepe (ryska: Шиштепе) är en ort i Azerbajdzjan.   Den ligger i distriktet Şəmkir Rayonu, i den västra delen av landet, 300 km väster om huvudstaden Baku. Shishtepe ligger 489 meter över havet och antalet invånare är 5 259.
Terrängen runt Shishtepe är kuperad söderut, men norrut är den platt. Runt Shishtepe är det ganska tätbefolkat, med 108 invånare per kvadratkilometer.. Närmaste större samhälle är Shamkhor, 7,7 km öster om Shishtepe.
Trakten runt Shishtepe består till största delen av jordbruksmark.